# Arsenura beebei
Arsenura beebei är en fjärilsart som beskrevs av Fleming 1945. Arsenura beebei ingår i släktet Arsenura och familjen påfågelsspinnare. Inga underarter finns listade i Catalogue of Life.